# Тиманова Гора
Тима́нова Гора (рос. Тиманова Гора) — присілок у складі Бабушкінського району Вологодської області, Росія. Адміністративний центр Тимановського сільського поселення.

## Населення
Населення — 158 осіб (2010; 196 у 2002).
Національний склад (станом на 2002 рік):
- росіяни — 99 %